# Jaroslav Ignác Čížek
Jaroslav Ignác Čížek (26. července 1891 Plzeň - 30. ledna 1972 Praha) byl československý brigádní generál a příslušník ruských legii.

## Život
V roce 1921 absolvoval Kurs pro výchovu důstojníků generálního štábu a o dva roky později i Válečnou školu v Praze. Od října 1929 do prosince 1933 (s pauzou mezi lednem a červnem 1933) působil jako přednosta 4. etapního oddělení Hlavního štábu branné moci. Poté od října 1934 působil jako generální sekretář Generálního sekretariátu obrany státu.

## Vyznamenání
- 1919  Řád sokola, s meči
- 1920  Československý válečný kříž 1914–1918
- 1920  Československá medaile Vítězství
- 1920  Československá revoluční medaile
- 1925  Řád znovuzrozeného Polska, IV. třída
- 1926  Řád čestné legie, V. třída
- 1933  Řád jugoslávské koruny, III. třída
- 1936  Řád čestné legie, IV. třída
- 1938  Řád rumunské hvězdy[3]